# Rheumaptera taunicata
Rheumaptera taunicata là một loài bướm đêm trong họ Geometridae.